# The Face of Jesus
The Face of Jesus ist ein US-amerikanischer Kurzfilm. Er entstand unter der Regie von Robert Merrell Gage. Der Film wurde als bester Kurzfilm bei der Oscarverleihung 1962 nominiert.

## Inhalt
Der Film zeigt den US-amerikanischen Künstler Robert Merrell Gage, Professor für Bildende Künste und Leiter der Fachrichtung Bildhauerei an der University of Southern California, bei der Modellierung eines Tonkopfes Jesu.